# Maciej Fałkowski
Maciej Fałkowski – polski dyplomata. Ambasador RP w Iranie (2019–2024).

## Życiorys
Maciej Fałkowski jest absolwentem prawa na Katolickim Uniwersytecie Lubelskim oraz studiów podyplomowych z mediacji i negocjacji na Uniwersytecie w Toronto (2007), studiów MBA Szkoły Biznesu Politechniki Warszawskiej (2009) oraz studiów doktoranckich z ekonomii w Szkole Głównej Handlowej (2013).
W 1998 rozpoczął pracę w Ministerstwie Spraw Zagranicznych. Odbył staże w ambasadzie w Oslo i Stałym Przedstawicielstwie w Wiedniu. Następnie ekspert i szef wydziału ds. kontroli eksportu i rozbrojenia konwencjonalnego w Departamencie Polityki Bezpieczeństwa. Wicekonsul w Toronto (2003–2007). W latach 2013–2014 zastępca dyrektora Departamentu Azji i Pacyfiku. W latach 2015–2019 był zastępcą dyrektora, a następnie dyrektorem Departamentu Współpracy Ekonomicznej, gdzie odpowiadał m.in. za współpracę z OECD. Od 2018 członek Rady Polskiej Agencji Kosmicznej. Przewodniczył polskiej delegacji w negocjacjach Traktatu o handlu bronią (dokumentu reżimu kontrolnego Porozumienia Wassenaar) oraz konwencji o zakazie użycia niektórych broni konwencjonalnych. Od 8 czerwca 2019 Ambasador RP w Iranie. Listy uwierzytelniające złożył na ręce prezydenta Hasana Rouhaniego 17 czerwca 2019. Urzędowanie zakończył w lipcu 2024.
Jedno dziecko.
Zna angielski, francuski, niemiecki.